# Tugala
Tugala is een bestuurslaag in het regentschap Nias Barat van de provincie Noord-Sumatra, Indonesië. Tugala telt 375 inwoners (volkstelling 2010).